# Von Neumann-Morgenstern-nutsfunctie
In 1947 zetten John von Neumann en Oskar Morgenstern vier relatief bescheiden 'rationaliteits'-axioma's uiteen, die zodanig zijn dat elke economische agent, die aan deze axioma's voldoet, een nutsfunctie heeft. Een nutsfunctie die aan deze vier 'rationaliteits'-axioma's voldoet noemt men een Von Neumann-Morgenstern-nutsfunctie.
Von Neumann en Morgenstern hebben aangetoond dat een agent dan en slechts dan (Von Neumann-Morgenstern)-rationeel is als er een reëel-waardige functie u gedefinieerd is op alle mogelijke uitkomsten, zodanig dat elke preferentie van de agent wordt gekenmerkt door het maximaliseren van de verwachte waarde van u, dat vervolgens kan worden gedefinieerd als het Von Neumann-Morgenstern-nut van de agent (het is uniek "up to" het optellen van een constante en voor vermenigvuldiging met een positieve scalair). Er wordt niet beweerd dat de agent een "bewuste wens" heeft om u te maximaliseren, alleen dat u bestaat.
De verwachte nutshypothese stelt dat rationaliteit kan worden gemodelleerd als het maximaliseren van een verwachte waarde, wat gelet op de stelling kan worden samengevat als "rationaliteit is Von Neumann-Morgenstern-rationaliteit".
Von Neumann-Morgenstern-nut is een beslissingsnut in die zin dat het wordt gebruikt om beslissingspreferenties te beschrijven. Het is verwant, maar niet equivalent aan het zogenaamde E-nut (ervaringsnut), noties van nut die bedoeld zijn om geluk te meten, zoals dat van Jeremy Benthams grootstegelukprincipe.

## Voetnoten
1. ↑   Neumann, John von en Morgenstern, Oskar, Theory of Games and Economic Behavior. Princeton, NJ. Princeton University Press. 1944, 2e editie. 1947, 3e editie 1953.
2. ↑  Kahneman, Wakker en Sarin, 1997, Back to Bentham? Explorations of experienced utility, The Quarterly Journal of Economics.